# Хосе Ігнасіо де Маркес
Хосе Ігнасіо де Маркес Баррето (ісп. José Ignacio de Márquez Barreto; 7 вересня 1793 — 21 березня 1880) — колумбійський державний діяч, правник і професор, двічі обіймав посаду президента Республіки Нова Гранада.

## Біографія
Народився 1793 року в Рамірікуї. 1807 року вступив до Коледжу святого Варфоломія в Санта-Фе-де-Боготі, де вивчав право.
1821 року Маркес став делегатом Конгресу в Кукуті та, попри свій молодий вік, був обраний президентом Конгресу. В такому статусі він приймав президентську клятву Сімона Болівара під час проголошення того президентом Великої Колумбії.
1825 року Маркес зайняв пост губернатора Бояки, де зміг навести лад в економіці, займався розвитком освіти. 1830 року Болівар призначив його префектом провінції Кундінамарка, та невдовзі Домінго Кайседо призначив його на пост міністра фінансів країни, що на той момент перебувала у важкому становищі.
Вакуум влади призвів до розпаду Великої Колумбії, й 15 листопада 1831 року було скликано Конституційну асамблею, щоб створити нову Конституцію для території, що була Департаментом Кундінамарка у складі колишньої Великої Колумбії. Маркеса було обрано президентом Асамблеї. 29 лютого 1832 року відповідно до нової конституції назву держави було змінено на Республіку Нова Гранада. На перших в історії нової країни виборах Маркеса було обрано віцепрезидентом.
1837 року за підтримки поміркованих лібералів і колишніх боліваріанців Маркеса було обрано на пост президента Нової Гранади. 1839 року Конгрес видав закон про ліквідацію дрібних церковних володінь у провінції Пасто, що призвело до народного повстання. Конфлікт, що отримав назву «війна Вищих» (ісп. guerra de los Supremos), поширився на всю країну. Однак противники не мали єдності, й уряду вдалось виграти ту війну.
Після завершення президентського терміну в квітні 1841 року вийшов у відставку та зайнявся юриспруденцією.
Помер у березні 1880 року в Боготі.